# Filaret (Drozdow)
Filaret, imię świeckie Wasilij Michajłowicz Drozdow (ur. 26 grudnia 1782?/6 stycznia 1783 w Kołomnie; zm. 19 listopada?/1 grudnia 1867) – rosyjski biskup prawosławny, święty Rosyjskiego Kościoła Prawosławnego.

## Życiorys
Urodził się w rodzinie prawosławnego diakona. W wieku dziewięciu lat został oddany do seminarium duchownego w rodzinnej Kołomnie i uczył się w nim do zamknięcia szkoły w 1799. W wymienionym roku, dzięki protekcji metropolity moskiewskiego Platona, przeniósł się do seminarium przy ławrze Troicko-Siergijewskiej. W latach 1800–1803 ukończył w nim kursy filozofii i teologii. Egzamin końcowy zdał 21 listopada 1803 i został zatrudniony w seminarium jako wykładowca języka starogreckiego i języka hebrajskiego. Od 30 sierpnia 1806 sprawował funkcję etatowego głosiciela kazań przy Ławrze. W dalszym ciągu pozostawał pod opieką metropolity Platona, który wyznaczył go na swojego hipodiakona, zaś w 1808 powierzył mu prowadzenie kursu retoryki w seminarium. Zachęcał go również do wstąpienia do monasteru, na co ten początkowo się nie zgadzał. Ostatecznie Wasilij Drozdow, po naradach z rodziną, złożył wieczyste śluby mnisze w ławrze Troicko-Siergijewskiej, przed archimandrytą Szymonem (Kryłowem-Płatonowem) 16 listopada 1808, przyjmując imię Filaret na cześć św. Filareta Miłościwego. 21 listopada tego samego roku został wyświęcony na hierodiakona.
1 marca 1809 hierodiakon Filaret został przeniesiony do pracy w seminarium duchownym w Petersburgu jako kierownik katedry filozofii. 28 marca tego samego roku został wyświęcony na hieromnicha. Od 1810 był natomiast wykładowcą Petersburskiej Akademii Duchownej, gdzie prowadził kursy teologii dogmatycznej oraz historii Kościoła prawosławnego. W 1811 otrzymał godność archimandryty. Popularny zarówno wśród duchowieństwa, jak i świeckich, cieszył się protekcją oberprokuratora Świątobliwego Synodu Rządzącego Aleksandra Golicyna. W 1812 otrzymał tytuł profesora teologii. Według oceny współczesnych wprowadził w kierowanej przez siebie Akademii wzorowe porządki.
Inicjator przekładu synodalnego Biblii na język rosyjski oraz autor Katechizmu prawosławnego. Tomáš Špidlik określa go jako „żarliwego duszpasterza i wspaniałego kaznodzieję”.
23 czerwca 1817 otrzymał nominację na biskupa rewelskiego, wikariusza eparchii petersburskiej. Chirotonia biskupia odbyła się 5 sierpnia tego samego roku. W 1819 otrzymał godność arcybiskupią i został przeniesiony na katedrę twerską. W 1820 został arcybiskupem jarosławskim i rostowskim.
W 1821 został wyznaczony do objęcia urzędu arcybiskupa moskiewskiego, co łączyło się z godnością przełożonego ławry Troicko-Siergijewskiej. W 1828 otrzymał godność metropolity. Do 1842 zasiadał w Świątobliwym Synodzie Rządzącym i był w nim jedną z najbardziej wpływowych postaci. Zmuszony do wycofania się z prac Synodu przez oberprokuratora Protasowa, dążącego do całkowitego podporządkowania go świeckiej administracji, wrócił do Moskwy. W miarę możliwości wpływał jednak na kierunek ogólnej polityki Kościoła i pozostawał autorytetem dla duchowieństwa do końca życia. Utrzymywał bliskie kontakty z lożą masońską Umierającego Sfinksa.
Sprzeciwiał się przeprowadzeniu generalnych reform w Rosyjskim Kościele Prawosławnym, twierdząc, że zmiany instytucjonalne są mniej istotne niż moralne odrodzenie Rosji. W nim upatrywał środka naprawy struktur kościelnych. Od lat 40. XIX wieku jego poglądy ulegały ewolucji w kierunku coraz silniejszego konserwatyzmu. Metropolita zaczął występować przeciwko edukacji kobiet i ideom demokratycznym, bronił słuszności stosowania kar cielesnych. Mimo to cieszył się autorytetem także w kręgach niezwiązanych z Cerkwią (podziwiał go m.in. Aleksandr Hercen). Na ograniczoną skalę sprzeciwiał się sakralizacji osoby władcy Rosji, jego udziałowi w pracach Świątobliwego Synodu Rządzącego i świętowaniu przez Cerkiew rocznic sukcesów militarnych państwa lub urodzin członków panującej rodziny, chociaż równocześnie uważał za konieczne wprowadzenie modlitwy za cara do nabożeństw unickich i staroobrzędowych (nawet przy użyciu siły).
Zmarł w 1867 i został pochowany w ławrze Troicko-Siergijewskiej, przy ołtarzu św. Filareta Miłościwego, urządzonym na cześć 50. rocznicy jego święceń biskupich. Jego pisma doktrynalne, teologiczne, administracyjne oraz raporty i komentarze polityczne zostały w większości pośmiertnie opublikowane.
Stronnictwo biskupów podzielających jego wizję Kościoła było nieformalnie określane jako grupa „filaretowców”.
Kanonizowany przez Rosyjski Kościół Prawosławny.